# Igor Czuczunow
Igor Czuczunow (ros. Игорь Чучунов; ur. 7 lipca 1972) – rosyjski zapaśnik walczący w stylu klasycznym. Zajął 24. miejsce na mistrzostwach świata w 2001. Srebrny medalista mistrzostw Europy w 2001 roku.